# Мозак
Мозак (лат. cerebrum; грч. encephalon) је орган који служи као центар нервног система код свих кичмењака и већине бескичмењака.
Састоји се од нервног ткива и типично се налази у глави (цефализација), обично у близини органа за посебна чула као што су вид, слух и мирис. Као најспецијализованији орган, одговоран је за примање информација од сензорног нервног система, обраду тих информација (мисао, спознаја и интелигенција) и координацију моторичке контроле (мишићна активност и ендокрини систем).
Код људи, церебрални кортекс садржи приближно 14–16 милијарди неурона, а процењени број неурона у малом мозгу је 55–70 милијарди. Сваки неурон је повезан синапсама са неколико хиљада других неурона, који обично комуницирају један са другим путем цитоплазматских процеса познатих као дендрити и аксони. Аксони су обично мијелинизовани и носе низ брзих микроелектричних сигналних импулса који се називају акциони потенцијали до специфичних ћелија примаоца у другим деловима мозга или удаљеним деловима тела. Префронтални кортекс, који контролише извршне функције, посебно је добро развијен код људи.
Физиолошки, мозак врши централизовану контролу над другим органима у телу. Они делују на остатак тела и генеришући обрасце мишићне активности и подстичући лучење хемикалија које се називају хормони. Ова централизована контрола омогућава брзе и координиране одговоре на промене у окружењу. Неки основни типови реаговања као што су рефлекси могу бити посредовани кичменом мождином или периферним ганглијама, али софистицирана сврсисходна контрола понашања заснована на сложеном сензорном уносу захтева способност централизованог мозга за интеграцију информација.
Операције појединачних можданих ћелија су сада схваћене прилично детаљно, али начин на који оне сарађују у милионским ансамблима тек треба да буде решен. Најновији модели у савременој неуронауци третирају мозак као биолошки рачунар, који је по механизму веома различит од дигиталног рачунара, али сличан у смислу да добија информације из околног света, складишти их и обрађује на различите начине.

## Структура
Облик и величина мозга увелико варирају међу врстама, а идентификовање заједничких карактеристика је често тешко. Ипак, постоји низ принципа архитектуре мозга који се примењују на широк спектар врста. Неки аспекти структуре мозга су заједнички за скоро читав низ животињских врста; други разликују "напредне" мозгове од примитивнијих, или разликују кичмењаке од бескичмењака.
Најједноставнији начин за добијање информација о анатомији мозга је визуелна инспекција, али су развијене многе софистицираније технике. Мождано ткиво у свом природном стању је превише мекано за рад, али се може очврснути потапањем у алкохол или друге фиксаторе, а затим исећи на комаде ради прегледа унутрашњости. Визуелно, унутрашњост мозга се састоји од области такозване сиве материје, тамне боје, раздвојене областима беле материје, са светлијом бојом. Додатне информације се могу добити бојењем кришки можданог ткива разним хемикалијама које откривају подручја у којима су специфичне врсте молекула присутне у високим концентрацијама. Такође је могуће испитати микроструктуру можданог ткива уз помоћ микроскопа и пратити образац веза од једног подручја мозга до другог.

### Ћелијска структура
Мозак свих врста састоји се првенствено од две широке класе можданих ћелија: неурона и глијалних ћелија. Глијалне ћелије (познате и као глија или неуроглија) долазе у неколико типова и обављају низ критичних функција, укључујући структурну подршку, метаболичку подршку, изолацију и усмеравање развоја. Неурони се, међутим, обично сматрају најважнијим ћелијама у мозгу. Код људи, мождана кора садржи приближно 14–16 милијарди неурона, а процењени број неурона у малом мозгу је 55–70 милијарди. Сваки неурон је повезан синапсама са неколико хиљада других неурона.
Својство које неуроне чини јединственим је њихова способност да шаљу сигнале одређеним циљним ћелијама, понекад на велике удаљености. Они шаљу ове сигнале помоћу аксона, што је танко протоплазматско влакно које се протеже од тела ћелије и пројектује, обично са бројним гранама, у друга подручја, понекад у близини, понекад у удаљеним деловима мозга или тела. Дужина аксона може бити изузетна: на пример, ако би се пирамидална ћелија (ексцитаторни неурон) мождане коре увећала тако да њено ћелијско тело постане величине људског тела, њен аксон би, подједнако увећан, постао кабл пречника неколико центиметара, који би се протезао више од километра. Ови аксони преносе сигнале у облику електрохемијских импулса који се називају акциони потенцијали, који трају мање од хиљадитог дела секунде и путују дуж аксона брзином од 1-100 метара у секунди. Неки неурони емитују акционе потенцијале константно, брзином од 10-100 у секунди, обично у неправилним обрасцима; други неурони су већину времена тихи, али повремено емитују налет акционих потенцијала.
Аксони преносе сигнале другим неуронима помоћу специјализованих спојева званих синапсе. Један аксон може да успостави чак неколико хиљада синаптичких веза са другим ћелијама. Када акциони потенцијал, путујући дуж аксона, стигне до синапсе, изазива ослобађање хемикалије која се зове неуротрансмитер. Неуротрансмитер се везује за молекуле рецептора у мембрани циљне ћелије.
Синапсе су кључни функционални елементи мозга. Основна функција мозга је комуникација од ћелије до ћелије, а синапсе су тачке у којима се комуникација јавља. Процењено је да људски мозак садржи око 100 трилиона синапси; чак и мозак воћне мушице садржи неколико милиона. Функције ових синапси су веома разноврсне: неке су ексцитаторне (узбуђују циљну ћелију); други су инхибиторни; други функционишу тако што активирају системе другог гласника који мењају унутрашњу хемију својих циљних ћелија на сложене начине. Велики број синапси се може динамички модификовати; односно способне су да мењају снагу на начин који је контролисан обрасцима сигнала који пролазе кроз њих. Широко се верује да је модификација синапси зависна од њихове активности, што је примарни механизам мозга за учење и памћење.
Већину простора у мозгу заузимају аксони, који су често повезани заједно у такозваним трактовима нервних влакана. Мијелинизовани аксон је умотан у масни изолациони омотач од мијелина, који служи за значајно повећање брзине пропагације сигнала (постоје и немијелинизирани аксони). Мијелин је беле боје, због чега делови мозга испуњени искључиво нервним влакнима изгледају као бела материја светле боје, за разлику од тамније сиве материје која означава области са великом густином тела неуронских ћелија.

## Еволуција

### Генерички билатерални нервни систем
Осим неколико примитивних организама као што су сунђери (који немају нервни систем) и жарњаци (који имају дифузни нервни систем који се састоји од нервне мреже), све живе вишећелијске животиње су билатералне, што значи животиње са билатерално симетричним планом тела (тј. лева и десна страна су слике у огледалу). Сматра се да сви билатерални становници потичу од заједничког претка који се појавио касно у криогенском периоду, пре 700–650 милиона година, а претпоставља се да је овај заједнички предак имао облик једноставног цевастог црва са сегментираним телом.
На шематском нивоу, тај основни облик црва наставља да се одражава у архитектури тела и нервног система свих модерних билатерана, укључујући кичмењаке. Основни билатерални облик тела је цев са цревном шупљином која се протеже од уста до ануса, и нервна врпца са проширењем (ганглион) за сваки сегмент тела, са посебно великом ганглијом на предњој страни, која се зове мозак. Мозак је мали и једноставан код неких врста, као што су црви нематоде; код других врста, као што су кичмењаци, то је велики и веома сложен орган. Неке врсте црва, као што су пијавице, такође имају увећану ганглију на задњем крају нервне мождине, познату као „мозак репа“.
Постоји неколико врста постојећих билатерана којима недостаје препознатљив мозак, укључујући бодљокошци и плашташи. Није дефинитивно утврђено да ли постојање ових врста без мозга указује на то да је најранијим билатералним људима недостајао мозак, или су њихови преци еволуирали на начин који је довео до нестанка раније постојеће мождане структуре.

### Бескичмењаци
Ова категорија укључује тардиграде, чланконошце, мекушце и бројне врсте црва. Разноликост телесних планова бескичмењака усклађена је са једнаком разноликошћу можданих структура.
Две групе бескичмењака имају изразито сложен мозак: зглавкари (инсекти, ракови, пауци и други) и главоношци (хоботнице, лигње и слични мекушци). Мозак зглавкара и главоножаца настаје од двоструких паралелних нервних снопова који се протежу кроз тело животиње. Артроподи имају централни мозак, супраезофагеални ганглион, са три одељења и великим оптичким режњевима иза сваког ока за визуелну обраду. Главоношци као што су хоботница и лигње имају највећи мозак од свих бескичмењака.

## Делови мозга
Основни делови мозга су:
- Продужена мождина
- Варолијев мост
- Хипофиза
- Мождана греда
- Мали мозак
- Средњи мозак
- Међумозак
- Велики мозак.

Продужена мождина, варолијев мост и средњи мозак заједнички се називају мождано стабло. Централни канал кичмене мождине се наставља у мозгу, али се проширује и образује четири шупљине-мождане коморе, које су испуњене ликвором.
Мозак је најсложенији орган људског тела. Део је централног нервног система и налази се у лобањи. Управља свим виталним активностима које су неопходне да би организам преживео. Све људске емоције су контролисане мозгом. Он такође шаље и прима безбројне сигнале од свих осталих делова тела и спољашње средине. Мозак нас чини свесним, емотивним и интелигентним бићима.

## Мождане функције
Памћење користи више можданих структура, нарочито хипокампус, хипоталамус и главичаста тела, а као неуропреносник искључује ацетилхолин.
Оно се школски дели на краткорочно (неколико минута) и дугорочно памћење и обухвата 3 фазе: учење, складиштење података и извлачење сећања. Мада памћење слаби са годинама, мождане вежбе и интензивни духовни рад помажу његовом одржавању.
Сан је веома битан за живот. Унутрашњи сат смештен у супрахијазмаским језгрима хипоталамуса одговоран је за његово јављање у правилним интервалима. Сан обухвата 2 фазе:
- лаки сан, од око 90 минута (који се и сам састоји из 4 стадијума), када је мождана активност слабог интензитета;
- дубоки сан, од око 20 минута, који се карактерише брзим покретима очију, за које време се емитује већина снова.

Обе врсте сна се понављају се 4-5 пута током ноћи и испољавају се карактеристичним електричним променама на електроенцефалограму. Функција снова је још увек недовољно позната, али би стање дубоког сна могло имати важну улогу у процесу учења и памћења.
За емоције и понашање одговорни су хипоталамус и лимбички систем (или лимбични режањ), структура која је смештена с унутрашње стране можданих хемисфера и обухвата средишна сива једра. Понашање у исхрани, друштвено и сексуално понашање зависе од те две мождане структуре, које су тесно везане за чеони режањ мождане коре.

## Ромбасти мозак
Ромбасти мозак чине: продужена мождина, мождани (Варолијев) мост, мали мозак и четврта мождана комора.
Продужена мождина се налази изнад кичмене мождине, испод Варолијевог моста и испред малог мозга. У њој се укрштају сензорни и моторни нерви који повезују мозак са осталим деловима тела, тако да десна хемисфера великог мозга комуницира са левом половином тела и обрнуто.
Мождани мост се налази изнад продужене мождине. То је сноп нерава који преносе сигнале између великог мозга и кичмене мождине и повезује сваку од хемисфера великог мозга са супротном хемисфером малог мозга.
Продужена мождина и мождани мост заједно са средњим мозгом чине мождано стабло. То је еволуционо најпримитивнији део мозга. Средином можданог стабла (од кичмене мождине до међумозга) пружа се ретикуларна формација. Сачињена је од острваца сиве масе раздвојених сноповима беле масе тако да је мрежастог изгледа. Она одлучује које ће се од сензорних информација проследити великом мозгу и на тај начин нам помаже да се концентришемо услед примања великог броја информација из спољашње средине. У можданом стаблу се налазе највиши центри аутономног нервног система: за дисање, крвоток (контролише рад срца и крвни притисак), кашаљ, кијање, повраћање, гутање, жвакање, сисање, лучење суза...
Мали мозак се налази у задњем доњем делу лобање, иза можданог моста и испод потиљачне зоне великог мозга. Он је, као и велики мозак, подељен на две хемисфере, само што путеви из леве и десне половине тела нису укрштени, тако да свака хемисфера контролише своју страну тела. Са аспекта филогенезе, мали мозак има три дела: archaeocerebellum (учествује у регулацији мишићног тонуса и одржавању равнотеже), paleocerebellum (контролише мишићни тонус и активност мишића) и neocerebellum (омогућава и спроводи аутоматску регулацију редоследа и обима вољних покрета). Ови делови су поређани од предњег ка задњем делу малог мозга. Постоји још једна подела, слева надесно: у средини је vermis (ту се налазе центри који нам омогућавају да имамо свест о положају одређених делова тела у простору), а бочно су лева и десна хемисфера. Мали мозак има три пара кракова који му служе за комуникацију са осталим деловима мозга: горњи (који га повезује са средњим мозгом), средњи (који иде према Варолијевом мосту) и доњи (који иде према кичменој и продуженој мождини).

## Средњи мозак
Средњи мозак се састоји из кровне плочице и pedunuculus cerebri, а између њих се налази Силвијев канал испуњен цереброспиналном течношћу који повезује трећу и четврту мождану комору. На кровној плочици се налазе два пара квржица: горње и доње. Горње квржице су задужене за рефлексне покрете очију, као и координацију покрета очију и главе. Иако се визуелне информације које средњи мозак прима од очију преносе преко таламуса до коре великог мозга, горње квржице на одређене визуелне надражаје могу да реагују без учешћа коре великог мозга. У доњим квржицама се први пут састају све акустичке информације, а затим се прослеђују кори великог мозга на обраду. И оне у неким ситуацијама могу самостално да реагују на неке звучне надражаје.
Pedunuculus cerebri је део тзв. система награђивања. Он је укључен у веома важан начин учења који нам помаже да преживимо. Тај систем се активира када испуњавамо одређене функције које су од виталног значаја (ако једемо када смо гладни или пијемо када смо жедни и сл.), а заузврат мозак нас награђује пријатним осећањима која нас уче да те активности треба да поновимо. Неке дроге, као што је кокаин, директно активирају овај систем и на тај начин пружају задовољство и сматра се да је то разлог због којег се ствара зависност.

## Предњи мозак
Предњи мозак се састоји из међумозга и великог мозга. Међумозак чине: таламус, метаталамус, епиталамус, субталамус, хипоталамус и трећа мождана комора.
Таламус је највећи део међумозга. То је парна структура јајастог облика. Има следеће функције: преноси моторне сигнале између малог мозга, коре великог мозга и базалне ганглије, преноси сензорне информације (од свих чула осим чула мириса) до одређених делова коре великог мозга и одлучује којих од тих информација ћемо бити свесни, чини сваки део мозга свесним онога што други делови мозга у том тренутку раде, има улогу у регулисању нивоа пажљивости и свести.
Метаталамус је парни симетричан део међумозга који се налази испод таламуса. Чине га два коленаста тела: спољашње и унутрашње. Спољашње коленасто тело је повезано са горњим квржицама средњег мозга, а унутрашње са доњим. Њихова улога је даљи транспорт визуелних и акустичких информација ка кори великог мозга, а имају и улогу приликом усмеравања пажње на одређени звук или објекат. На пример, када чујемо неки звук, спољашње коленасто тело је задужено да усмери пажњу очију на део простора одакле тај звук долази.
Епиталамус се налази у задњем делу међумозга. Има улогу у регулацији глади и жеђи. У њему се налази епифиза - мала ендокрина жлезда која спречава прерани пубертет и лучи хормон мелатонин који има улогу у регулацији циркадијалног (24 часовног) ритма.
Субталамус се налази испод таламуса и има улогу у регулацији узимања течности. Његово оштећење се може испољити изненадним невољним брзим покретима на супротној страни тела од места повреде.
Хипоталамус се налази испод таламуса. Он учествује у контроли функције кардиоваскуларног система и регулацији телесне температуре, контролише унос хране и течности и апетит (у њему се налази центар за глад), а има и улогу у контроли циркадијалног ритма. Такође учествује у регулацији агресивног понашања, у настајању емоционалног стреса и сексуалног нагона и регулацији офанзивног и дефанзивног понашања. У хипоталамусу се налази ендокрина жлезда хипофиза. Хипофиза контролише следеће процесе: раст, крвни притисак, трудноћу и порођај, лучење млека, функције полних органа, метаболизам и рад осталих ендокриних жлезда.
Велики мозак је најразвијенији део мозга, он покрива све остале делове мозга и заузима највећи део лобањске дупље. Велики мозак чине: мождана кора, лева и десна мождана комора, неки делови лимбичког система, мирисни мозак (rhinencephalon) и базалне ганглије.
Мирисни мозак прима информације од чула мириса и задужен је за разликовање мириса и њихове јачине. Такође на захтев виших делова мозга омогућава да се издвоји одређени мирис из скупа мириса које примамо од спољашње средине.
Лимбички систем обавија мождано стабло и налази се испод мождане коре. Састоји се из много делова, од којих су најважнији: бадемасто тело - corpus amygdaloideum (задужено је за формирање и чување сећања повезаних са јаким емоцијама, ствара страх, агресивност, бес и љубомору, има улогу у убрзаном раду срца, убрзаном дисању и немогућности покретања у ситуацијама које изазивају снажан страх) и hippocampus (првенствено је задужен за пренос информација из краткорочног у дугорочно памћење, а има и улогу у сналажењу у простору). Остале функције лимбичког система су: део је система награђивања, учествује у стварању зависности, контролише емоције и способност да се науче и контролишу нагони као што су глад, жеђ, агресија, игра важну улогу у доношењу одлука и очекивању, тј. контролише планирање понашања на основу уочавања могућих проблема, конфликата и грешака које би проузроковали неки наши поступци. Базалне ганглије учествују у иницирању и контроли покрета, као и у формирању осећања као што су стид, срамота и кривица.
Мозак је обавијен можданом кором. То је најсложенији и филогенетски најновији део мозга. Дуж средње линије велики мозак је подељен непотпуно на две хемисфере: десну и леву, дубоком уздужном пукотином чије дно гради жуљевито тело (corpus callosum) - танак сноп нервних влакана преко којих се информације преносе из једне у другу хемисферу. Лева хемисфера контролише десну половину тела и обрнуто. Разлика између хемисфера је у начину обраде информација: лева хемисфера податке обрађује секвенцијално, а десна све истовремено. Због тога десна хемисфера не даје одговоре у сваком тренутку и оставља левој хемисфери да сама нађе разлоге неких уверења и одлука које она донесе. Самим тим десна хемисфера је више укључена у осећања и креативност, а лева у логично закључивање, анализирање и сналажење у простору.
Површине хемисфера су вијугаво наборане - мождане вијуге (gyri) раздвајају мождани жлебови (sulci). Дубоки жлебови деле површине сваке хемисфере на по пет делова: чеону зону, потиљачну зону, слепоочну зону, темену зону и острво (insula).
Чеона зона учествује у контроли нагона, планирању, расуђивању, памћењу, решавању проблема, социјализацији, спонтаности, помаже нам да изаберемо између доброг и лошег или бољег и најбољег, има способност да предвиди последице тренутних догађања и на основу тога донесе неку одлуку, помаже да се преброде и потисну социјално неприхватљиве жеље, има способност да увиди сличности и разлике између неких догађаја и ствари, омогућава да се наше мисли претворе у речи, ствара нашу личност. Потиљачна зона прима информације од чула вида и обрађује их: разликује боје и облике, опажа покрете и просторне односе. Слепоочна зона је задужена за обраду информација које прима од чула слуха (укључујући више функције: говор, разумевање језика, говорна меморија), за више визуелне функције (препознавање лица, призора и објеката) и краткорочно памћење.
Темена зона сакупља заједно све сензорне информације (укус, додир, температуру, бол, вид, слух) и повезује их са нашим сећањима како би им дала значење, а задужена је и за оријентацију.
Острво има улогу у стварању неких емоција као што су страх, бес, туга, срећа, гађење, и повезивању неких сећања са емоцијама.
Функционалне зоне (поља) мождане коре су примарне, секундарне и асоцијативне. Примарне зоне су одговорне за елементарне моторне функције и за елементарне осете. Секундарна поља се налазе око примарних сензорних области и њихова улога се састоји у томе да на основу искуства омогуће препознавање различитих осета. Асоцијативна поља су области мождане коре у којима се врши сложена обрада више различитих информација које долазе из разних подручја коре. Она омогућавају сложене функције као што су мишљење, расуђивање, памћење, мотивација, емотивно понашање. Сва поља се налазе и у левој и у десној хемисфери, али немају једнак функционални значај. Углавном је поље у једној хемисфери доминантно у односу на исто поље супротне хемисфере - то је латерализација функција коре велико мозга.

## Историја
Најстарији мозак који је откривен је у Јерменији у пећинском комплексу Арени-1. Мозак, за који се процењује да је стар преко 5.000 година, пронађен је у лобањи девојчице од 12 до 14 година. Иако су мозгови били смежурани, били су добро очувани због климе која се налазила унутар пећине.
Рани филозофи су били подељени у погледу тога да ли седиште душе лежи у мозгу или срцу. Аристотел је фаворизовао срце и сматрао је да је функција мозга само да хлади крв. Демокрит, проналазач атомске теорије материје, залагао се за троделну душу, са интелектом у глави, емоцијама у срцу и пожудом близу јетре. Непознати аутор О светој болести, медицинској расправи у Хипократовом корпусу, недвосмислено је стао у корист мозга, пишући:
| „                                          | Људи треба да знају да ни из чега другог осим из мозга произилазе радости, усхићења, смех и спорт, туга, туга, малодушност и јадиковање. ... И по истом органу постајемо луди, и страхови и ужаси нас хватају, некога ноћу, а некога дању, и снови и превремена лутања, и бриге које нису прикладне, и непознавање садашњих прилика и неумешност. Све ове ствари долазе из мозга, када није здрав... | ” |
| — О светој болести, приписује се Хипократу | |   |

Гален је такође тврдио о важности мозга и донекле дубоко теоретисао о томе како би он могао да функционише. Гален је пратио анатомске односе између мозга, нерава и мишића, показујући да су сви мишићи у телу повезани са мозгом кроз разгранату мрежу нерава. Он је претпоставио да нерви активирају мишиће механички носећи мистериозну супстанцу коју је назвао pneumata psychikon, што се обично преводи као "животињски дух". Галенове идеје су биле широко познате током средњег века, али није дошло до много даљег напретка све до ренесансе, када је настављено детаљно анатомско проучавање, комбиновано са теоријским спекулацијама Ренеа Декарта и оних који су га пратили. Декарт је, као и Гален, размишљао о нервном систему у хидрауличком смислу. Веровао је да највише когнитивне функције обавља нефизички res cogitans, али да се већина понашања људи, као и сва понашања животиња, могу објаснити механички.
Међутим, први прави напредак ка модерном разумевању нервне функције дошао је из истраживања Луиђија Галванија (1737–1798), који је открио да удар статичког електрицитета примењен на изложени нерв мртве жабе може да изазове контракцију њене ноге. Од тог времена, сваки велики напредак у разумевању је мање-више директно следио из развоја нове технике истраживања. Све до раних година 20. века, најважнији напредак произашао је из нових метода за бојење ћелија. Посебно је критичан био проналазак Голђијеве боје, која (када се правилно користи) боји само мали део неурона, али их боји у целини, укључујући тело ћелије, дендрите и аксон. Без такве мрље, мождано ткиво под микроскопом изгледа као непробојни сплет протоплазматских влакана, у коме је немогуће одредити било какву структуру. У рукама Камила Голђија, а посебно шпанског неуроанатома Сантијага Рамона и Кахала, овај нови метод је открио стотине различитих типова неурона, од којих сваки има своју јединствену дендритску структуру и образац повезивања.

У првој половини 20. века, напредак у електроници омогућио је истраживање електричних својстава нервних ћелија, што је кулминирало радом Алана Хоџкина, Ендруа Хакслија и других о биофизици акционог потенцијала, и радовима Бернарда Каца и других о електрохемији синапсе. Ове студије су употпуниле анатомску слику концепцијом мозга као динамичног ентитета. Одражавајући ново схватање, Чарлс Шерингтон је 1942. године визуелизовао рад мозга који се буди из сна:
Велики најгорњи лист масе, тамо где једва да је светлост затрептала или се померила, сада постаје светлуцаво поље ритмичких трепћућих тачака са возовима путујућих искри које журе тамо-амо. Мозак се буди, а са њим се враћа и ум. Као да је Млечни пут ушао у неки космички плес. Убрзо маса главе постаје зачарани разбој где милиони бљескајућих шатлова ткају растварајући образац, увек смислен образац, али никада постојан; променљива хармонија подобразаца.— Шерингтон, 1942, „Човек о својој природи“
Проналазак електронских рачунара 1940-их, заједно са развојем математичке теорије информација, довео је до спознаје да се мозгови потенцијално могу схватити као системи за обраду информација. Овај концепт је формирао основу области кибернетике, и на крају је довео до поља сада познатог као компјутерска неуронаука. Најранији покушаји кибернетике били су помало груби по томе што су мозак третирали као у суштини прерушени дигитални рачунар, као на пример у књизи Џона фон Нојмана из 1958. године, Компјутер и мозак. Током година, међутим, акумулирање информација о електричним одговорима можданих ћелија снимљених на животињама које се понашају стално је померало теоријске концепте у правцу све већег реализма.
Један од најутицајнијих раних доприноса био је рад из 1959. године под насловом Шта жабље око говори жабљем мозгу: рад је испитао визуелне одговоре неурона у мрежњачи и оптичком тектуму жаба и дошао до закључка да су неки неурони у тектуму жабе повезани да комбинују елементарне одговоре на начин који чини да функционишу као „бугови“. Неколико година касније Давид Хубел и Торстен Виесел открили су ћелије у примарном визуелном кортексу мајмуна које постају активне када се оштре ивице крећу преко одређених тачака у видном пољу – откриће за које су добили Нобелову награду. Следеће студије у визуелним областима вишег реда пронашле су ћелије које детектују бинокуларни диспаритет, боју, кретање и аспекте облика, са областима које се налазе на све већој удаљености од примарног визуелног кортекса и показују све сложеније одговоре. Друга истраживања подручја мозга која нису повезана са видом открила су ћелије са широким спектром корелата одговора, неки се односе на памћење, неки на апстрактне типове сазнања као што је простор.
Теоретичари су радили на разумевању ових образаца одговора тако што су конструисали математичке моделе неурона и неуронских мрежа, који се могу симулирати помоћу рачунара. Неки корисни модели су апстрактни, фокусирани су на концептуалну структуру неуронских алгоритама, а не на детаље о томе како се они имплементирају у мозгу; други модели покушавају да уграде податке о биофизичким особинама стварних неурона. Ипак, ниједан модел на било ком нивоу се још увек не сматра потпуно валидним описом функције мозга. Суштинска потешкоћа је у томе што софистицирано рачунање помоћу неуронских мрежа захтева дистрибуирану обраду у којој стотине или хиљаде неурона раде кооперативно — тренутне методе снимања мождане активности су у стању да изолују акционе потенцијале од неколико десетина неурона истовремено.
Штавише, чини се да су чак и појединачни неурони сложени и способни да врше прорачуне. Дакле, модели мозга који то не одражавају сувише су апстрактни да би били репрезентативни за рад мозга; модели који то покушавају да схвате су рачунарски веома скупи и вероватно нерешиви са садашњим рачунарским ресурсима. Међутим, Human Brain Project покушава да изгради реалистичан, детаљан рачунарски модел читавог људског мозга. Мудрост овог приступа је јавно оспоравана, са научницима високог профила на обе стране аргумента.
У другој половини 20. века, развој хемије, електронске микроскопије, генетике, рачунарских наука, функционалног снимања мозга и других области прогресивно је отворио нове прозоре у структуру и функцију мозга. У Сједињеним Државама, 1990-те су званично означене као „Деценија мозга“ у знак сећања на напредак постигнут у истраживању мозга и промовисање финансирања таквих истраживања.
У 21. веку, ови трендови су настављени и дошло је до изражаја неколико нових приступа, укључујући снимање са више електрода, које омогућава да се активност многих можданих ћелија сними у исто време; генетски инжењеринг, који омогућава да се молекуларне компоненте мозга експериментално мењају; геномика, која омогућава да варијације у структури мозга и варијацијама у структури мозга буду у складу са ДНК.

## Друштво и култура

### У исхрани
Животињски мозгови се користе као храна у бројним кухињама.

### У ритуалима
Неки археолошки докази сугеришу да су ритуали жалости европских неандерталаца такође укључивали конзумирање мозга.
Познато је да народ Форе из Папуе Нове Гвинеје конзумира људски мозак. У погребним ритуалима, они блиски покојнику би јели његов мозак да би створили осећај бесмртности. Прионска болест звана куру је повезана са овим ритуалом.